# Carrie Jones
Carrie Jones (Newtown, 4 september 2003) is een voetbalspeelster uit Wales. Ze speelt als middenvelder voor IFK Norrköping DFK in de Damallsvenskan.

## Vroegere leven
Jones groeide op in Newtown, Wales, als de dochter van Andrew en Joyce Jones. Ze heeft een oudere zus, Maia, en een jongere broer, Ioan.  Ze ging naar de Newtown High School.
Jones begon met voetballen in boerderij van haar oma in Powys. Ze begon in jongensteam en voegde zich op zevenjarige leeftijd bij Newtown White Stars. Door een nieuwe regel werd Jones tijdelijk verboden om voor haar twaalfde uit te komen in een jongensteam. Later was ze deze regel niet meer van kracht. Jones kwam ook nog uit voor Berriew Junior Boys.

## Clubcarrière
Voorafgaand aan het seizoen 2019/20 vond Jones in National League Southclub Cardiff City haar eerste profclub. Ze maakte negen optredens in de hoofdmacht van de club, waarin ze driemaal tot scoren kwam.
In juni 2020 werd bekend dat Jones naar jeugdacademie van Manchester United verhuisde. Na twee keer eerder onderdeel te zijn geweest van de eerste selectie, maakte Jones haar debuut in het eerste elftal in de Super League door in de 88ste minuut in te vallen voor Jessica Sigworth in een 3-0 overwinning op Aston Villa op 7 maart 202. Op 19 november 2021 tekende Jones haar eerste profcontract bij Manchester United tot medio 2023 met de optie voor nog een jaar.
Op 21 juli 2022 maakte Jones op huurbasis de overstap naar competitiegenoot Leicester City.
Na deze verhuurbeurt liet Jones Manchester achter haar en stapte ze over naar het naar de Super League gepromoveerde Bristol City, waar ze een tweejarig contract tekende. Ze maakte het openingsdoelpunt in een 4-2 nederlaag in de openingswedstrijd tegen Manchester City.
In augustus 2024 maakte Bristol City bekend dat het Zweedse IFK Norrköping DFK een clausule in het contract van Jones had geactiveerd. Jones ging daarmee haar eerste avontuur buiten het Verenigd Koninkrijk aan door een driejarig contract te tekenen bij de club.

## Statistieken
| Seizoen | Club               | Land     | Competitie   | Wedstrijden | Doelpunten |
| ------- | ------------------ | -------- | ------------ | ----------- | ---------- |
| 2020/21 | Manchester City    | Engeland | Super League | 1           | 0          |
| 2021/22 | Manchester City    | Engeland | Super League | 3           | 0          |
| 2022/23 | Leicester City WFC | Engeland | Super League | 19          | 2          |
| 2023/24 | Bristol City       | Engeland | Super League | 18          | 3          |
| 2024    | IFK Norrköping DFK | Zweden   | NWSL         | 8           | 0          |
| 2025    | IFK Norrköping DFK | Zweden   | NWSL         | 9           | 0          |
| Totaal  | Totaal             | Totaal   | Totaal       | '58         | 5          |

Laatste update: 19 juni 2025

## Interlandcarrière
Jones maakte op 28 augustus 2019 haar debuut voor het Welshe nationale team door in de 83ste minuut in te vallen voor Emma Jones tijdens een 6-0 overwinning op Faeröer Eilanden in de kwalificatiereeks voor het EK 2021. Ze was vijftien jaar en 359 dagen oud ten tijde van haar debuut. Hierdoor maakte Jones eerder haar interlanddebuut dat dat ze gerechtigd was om uit te komen in een seniorencompetitie. Al eerder mocht Jones ervaring opdoen bij de nationale selectie, maar door haar jonge leeftijd mocht ze nog geen wedstrijden spelen. Op 15 juni 2021 had Jones haar eerste basisplaats en speelde ze 77 minuten in een vriendschappelijke wedstrijd tegen Schotland op 15 juni 2021.